# 松原タニシのいきなりホラー旅
『松原タニシのいきなりホラー旅』（まつばらタニシのいきなりホラーたび）は、2020年8月9日から日テレプラスで放送されている旅番組である。

## 概要
2019年に放送された『松原タニシのホラー学』に続く『松原タニシのホラーシリーズ』第2弾番組。
松原タニシは事故物件に住み続けている事でどんな恐い場所にも行けるのでは？との思いから、全国各地の数多くの心霊スポットなどを出来るだけ深夜に訪れていて、その時の様子を紹介した『異界探訪記 恐い旅』を二見書房から2019年7月に刊行している。
しかし、旅先では心霊スポット巡りばかりに行っているので、プライベートで楽しむためだけの旅行（観光・温泉巡り・食べ歩きなど）に行ったことがなく、その話を聞いた番組スタッフが旅とホラー要素を組み合わせて企画した旅番組。
趣味が旅行・温泉巡りのアイドル（松下玲緒菜）と癒しを見つける旅番組を始めるが、いきなりホラーな展開に話が進んでいく。
2020年12月からニコニコチャンネルに「松原タニシのいきなりホラー旅 by 日テレプラス Webチャンネル」を開設、同月18日にチャンネル開設記念番組を配信して、2021年1月から毎月生配信企画を行う事と、新しいシーズン（第7回以降）が始まることが発表される。
2022年12月25日、日テレプラスで「松原タニシのいきなりホラー旅 〜 タニシの地元 関西スペシャル 〜」が放送された。

## 出演者
- 松原タニシ
- 松下玲緒菜（まねきケチャ）

## 放送リスト
| #      | 放送日   | サブタイトル    | ゲスト出演者                                   |
| 2020年 | 2020年   | 2020年          | 2020年                                         |
| ------ | -------- | --------------- | ---------------------------------------------- |
| 1      | 8月9日   | 静岡・熱海①     | 法月美幸（静岡県のご当地怪談師）               |
| 2      | 8月23日  | 静岡・熱海②     | 法月美幸（静岡県のご当地怪談師）               |
| 3      | 9月13日  | 群馬・伊香保    | 戸神重明（群馬県のご当地怪談作家）             |
| 4      | 9月27日  | 群馬・榛名      | 戸神重明（群馬県のご当地怪談作家）             |
| 5      | 10月11日 | 神奈川・鎌倉    | 夜馬裕（神奈川県などで怖い話を収集する怪談師） |
| 6      | 10月25日 | 神奈川・江ノ島  | 夜馬裕（神奈川県などで怖い話を収集する怪談師） |
| 2021年 |          |                 |                                                |
| 7      | 2月13日  | 埼玉・秩父①     | 原昌和（the band apart）                       |
| 8      | 3月7日   | 埼玉・秩父②     | 原昌和（the band apart）                       |
| 9      | 4月9日   | 埼玉・秩父③     | 原昌和（the band apart）                       |
| 10     | 5月15日  | 東京・高尾山    | 吉田悠軌                                       |
|        | 6月      | [ 注 5 ]        |                                                |
| 11     | 7月25日  | 茨城・牛久      | 深津さくら、紺野ぶるま                         |
| 12     | 8月8日   | 茨城・霞ヶ浦    | 深津さくら、紺野ぶるま                         |
| 13     | 8月22日  | 千葉・内房      | 牛抱せん夏                                     |
| 14     | 9月12日  | 千葉・外房      | 牛抱せん夏                                     |
| 15     | 9月26日  | 山梨・富士五湖① | BBゴロー                                       |
| 16     | 10月10日 | 山梨・富士五湖② | BBゴロー                                       |

| ニコニコ生放送「松原タニシのいきなりホラー旅 by 日テレプラス Webチャンネル」配信番組 | ニコニコ生放送「松原タニシのいきなりホラー旅 by 日テレプラス Webチャンネル」配信番組 | ニコニコ生放送「松原タニシのいきなりホラー旅 by 日テレプラス Webチャンネル」配信番組 |
| 配信日                                                                               | サブタイトル                                                                         | ゲスト出演者                                                                         |
| ------------------------------------------------------------------------------------ | ------------------------------------------------------------------------------------ | ------------------------------------------------------------------------------------ |
| 2020年12月18日                                                                       | 4時間半スペシャル                                                                    | 法月美幸、戸神重明、夜馬裕                                                           |
| 2021年                                                                               |                                                                                      |                                                                                      |
| 1月26日                                                                              | ホラー旅 怪談会 #1                                                                   | 原昌和（the band apart）                                                             |
| 2月23日                                                                              | 全国都道府県怪談マップを作るSP                                                       | 上里洋志、夜馬裕、インディ（ゴールデン街ホラーズ）                                   |
| 3月25日                                                                              | 全国都道府県怪談マップを作るSP②                                                      | インディ、ハニートラップ梅木、匠平（北の怪談師）、天木じゅん                         |
| 4月27日                                                                              | タニシとまねきケチャとを繋ぐ共通項〜探す旅に今夜出かけませんか？〜                   | 宮内凛（まねきケチャ）、ハニートラップ梅木                                           |
| 5月28日                                                                              | 『ホラー旅 怪談会 ～松原タニシ VS. 吉田悠軌～』                                      | 吉田悠軌                                                                             |
| 6月29日                                                                              | 松原タニシの山岳怪談会                                                               | 安曇潤平、中村葵                                                                     |
| 7月27日                                                                              | ホラー旅 怪談会                                                                      | 深津さくら、紺野ぶるま                                                               |
| 8月27日                                                                              | 松原タニシの山岳怪談会2                                                              | 安曇潤平、中村葵                                                                     |
| 9月2日                                                                               | 結成６周年で判明！本当は怖い!?まねきケチャ                                           | 中川美優（まねきケチャ）、深瀬美桜（まねきケチャ）                                   |
| 10月27日                                                                             | 怪談ハロウィン女子会〜Trick or Terrible?〜                                           | 岸明日香、牛抱せん夏、深津さくら、DJたらちゃん                                       |
| 11月10日                                                                             | ホラー旅 怪談会 ～松原タニシ VS. BBゴロー～                                          | 篠原葵（まねきケチャ）、BBゴロー                                                     |
| 12月20日                                                                             | 松原タニシラストイヤー タニシさん、こんなお墓どうですか？                            | 高橋凛、下駄華緒                                                                     |

## スタッフ
- ナレーション：橘えみり、Emily
- 構成：オグロテツロウ
- 撮影：福永遼太
- 音声：足立憲昭
- 編集：戸邉良介
- MA：原田圭吾
- 音響効果：長濱麻衣子
- タイトル：田中慧子
- AD：山下肇、岡島花保（NEXTEP）
- ディレクター：岡村圭、宮森敬太、菅井学（NEXTEP）
- 演出：岡本将太（NEXTEP）
- プロデューサー：杉本芳樹[3]（CS日テレ）、小林そら、御舩慧（NEXTEP）
- チーフプロデューサー：岡田泰三、面髙直子（CS日テレ）
- 制作協力：NEXTEP[6]
- 制作・著作：CS日テレ